# 小林なう
小林 なう（こばやし なう、7月21日 - ）は、日本の女性ナレーター。アスクマネジメント所属。長野県出身。

## 人物
- ナレーターになる以前は、ナースの仕事をしていた。

## 出演

### ナレーション
- いま世界は
- やじうまプラス
- やじうまテレビ!
- お笑い九死に一生スペシャル